# South Ockendon
South Ockendon är en ort i distriktet Thurrock, Storbritannien. Den ligger i grevskapet Essex och riksdelen England, i den sydöstra delen av landet, 28 km öster om huvudstaden London. South Ockendon ligger 18 meter över havet och antalet invånare är 18 069. År 1936 blev den en del av den då nybildade Thurrock. Civil parish hade 1 355 invånare år 1931.
Terrängen runt South Ockendon är platt. Runt South Ockendon är det tätbefolkat, med 881 invånare per kvadratkilometer. Närmaste större samhälle är Bexley, 11,9 km sydväst om South Ockendon. Runt South Ockendon är det i huvudsak tätbebyggt.